# Olympia Dukakis
Olympia Mary Dukakis (20. června 1931 Lowell, Massachusetts – 1. května 2021 New York) byla americká herečka, režisérka, producentka a aktivistka. Hrála ve více než 130 divadelních produkcích, více než 60 filmech a 50 televizních seriálech. Ačkoli je známá především svými filmovými rolemi, začínala u divadla. Krátce po svém příchodu do New Yorku získala v roce 1960 cenu Obie Award za svůj výkon ve hře Bertolta Brechta Muž jako muž.
Později začala brát hlavně filmové role a byla, mimo jiné, oceněna Academy Award a Golden Globe za svůj výkon ve filmu Pod vlivem úplňku (1987). Dále získala nominaci na Golden Globe za miniseriál Sinatra (1992) a nominaci na Emmy Award za Lucky Day (1991), miniseriál More Tales of the City (1998), a miniseriál Johanka z Arku (1999). Hrála také vedlejší role ve filmech Podnikavá dívka (1988), Kdopak to mluví (všechny díly – 1989, 1990, 1993) a řadu dalších hlavních i vedlejších rolí.
Její autobiografie Ask Me Again Tomorrow: A Life in Progress, byla publikována v roce 2003. V roce 2020 se v kinech objevil celovečerní dokument o jejím životě, nazvaný Olympia.